# Clacy-et-Thierret
Clacy-et-Thierret é uma comuna francesa na região administrativa de Altos da França, no departamento de Aisne. Estende-se por uma área de 4,21 km². Em 2010 a comuna tinha 321 habitantes (densidade: 76,2 hab./km²).